# Le Roi de Paris (film, 1930)
Pour les articles homonymes, voir Le Roi de Paris.
Le Roi de Paris est un film franco-allemand réalisé par Leo Mittler, sorti en 1930. 
C'est la version française du film allemand Der König von Paris du même réalisateur.

## Fiche technique
- Titre : Le Roi de Paris
- Réalisation : Leo Mittler
- Scénario : Curt J. Braun, Georges Dolley, Michel Linsky d'après un roman de Georges Ohnet
- Producteur : Jean de Merly
- Photographie : Max Brink, Curt Courant
- Musique : Walter Goehr
- Pays de production : France, Allemagne  République de Weimar
- Durée :
- Dates de sortie : 
  - France : 5 septembre 1930[1]

## Distribution
- Iván Petrovich : Pedro Gil
- Marie Glory : Lucienne
- Pierre Batcheff : Henri
- Suzanne Bianchetti : Duchesse de Marsignac
- Gabriel Gabrio : Rascol
- Pierre Juvenet : Amorreti
- Marthe Sarbel